# Florian Benfer
Florian Benfer (* 1984 in Verden an der Aller) ist ein deutscher Dirigent und Chorleiter.

## Biographie
Florian Benfer studierte zunächst Kirchenmusik in Leipzig und anschließend Chordirigieren bei Anders Eby in Stockholm. Weitere Studien führten ihn 2010/11 an die Musikhochschule Den Haag, wo er bei Kenneth Montgomery und Jac van Steen Orchesterdirigieren studierte. 2012 schloss er ein Aufbaustudium im Fach Orgel bei Nils Larsson (Stockholm) ab. Er besuchte Meisterkurse bei Frieder Bernius, Stefan Parkman, Michael Radulescu, Patrick Russil und Grete Pedersen und war als Sänger in Ensembles wie dem Kammerchor Stuttgart, den Lucerne Festival Academy Vocalists und dem World Youth Choir tätig.
Er ist künstlerischer Leiter des schwedischen Gustaf Sjökvists Kammerchores und des von ihm 2008 gegründeten ARTON Ensembles. Mit dem Eric Ericson Kammerchor verbindet ihn eine enge Zusammenarbeit. Er leitete das Ensemble auf Tourneen in Skandinavien, Deutschland und Belgien. Von 2014 bis 2019 leitete er den Deutschen Jugendkammerchor und von 2012 bis 2020 den Stockholmer Kammerchor.
Er hat mehrere Produktionen an der Stockholmer Volksoper (Folkoperan) dirigiert und mit Ensembles wie dem Rundfunkchor Stockholm, Cappella Amsterdam, RIAS Kammerchor, den Rundfunkchören des MDR, NDR und BR, dem SWR Vokalensemble, Orphei Drängar, dem Landesjugendchor Niedersachsen, dem Orchester der Stockholmer Volksoper, dem Swedish Wind Ensemble und der Stockholmer Bachgesellschaft gearbeitet.
Er leitete Choreinstudierungen für die Dirigenten Peter Eötvös, Christoph Eschenbach, Daniel Harding, Christopher Hogwood, Marek Janowski, Louis Langrée, Lorin Maazel, Sakari Oramo, Esa-Pekka Salonen und Masaaki Suzuki. Opernerfahrung sammelte er als Chordirektor an der Königlichen Oper Stockholm (Saison 2013/14) und in der Dutch National Opera Academy.
Als Dirigent und Sänger trat er bei Festivals in Europa, Asien und Nordamerika auf, darunter Kuhmo Chamber Music Festival, Bachfest Leipzig, Festival van Vlaanderen, Baltic Sea Festival, chor.com und MusikTriennale Köln.
Seit 2020 unterrichtet Benfer als Associate Professor an der Musikhochschule der Universität Örebro sowie seit 2017 als Gastdozent für Chorleitung am Zentralen Musikkonservatorium in Peking.
Im Juli 2025 trat er die Nachfolge von Jörg-Peter Weigle als neuer Künstlerischer Leiter des Philharmonischen Chores Berlin an.

## Preise und Auszeichnungen
- 2008 Gustaf-Sjökvist-Stipendium für junge Chordirigenten.
- 2010 Stipendium der Kungliga Musikaliska Akademien Stockholm.
- 2012 Eric Ericson resestipendium.[6]
- 2016 Norrbymedaljen (Johannes-Norrby-Medaille), in Anerkennung seiner Arbeit als Chordirigent und Verdienste um die schwedische Chormusik.[7]

## Bibliographie
- Beethoven für Chor, Carus-Verlag, Leinfelden-Echterdingen 2019, ISBN 978-3-96038-191-4